# Dianne Doan
Dianne Doan, född 8 september 1990 i Abbotsford, British Columbia, är en kanadensisk skådespelare.
Doan har bland annat medverkat i TV-serierna Warrior och Vikings. Hon har även medverkat i filmen Descendants.

## Filmografi (i urval)
- 2015 – Descendants
- 2016 – Vikings (TV-serie)
- 2017 – Descendants 2
- 2019–2023 – Warrior (TV-serie)